# Letizia Jaccheri

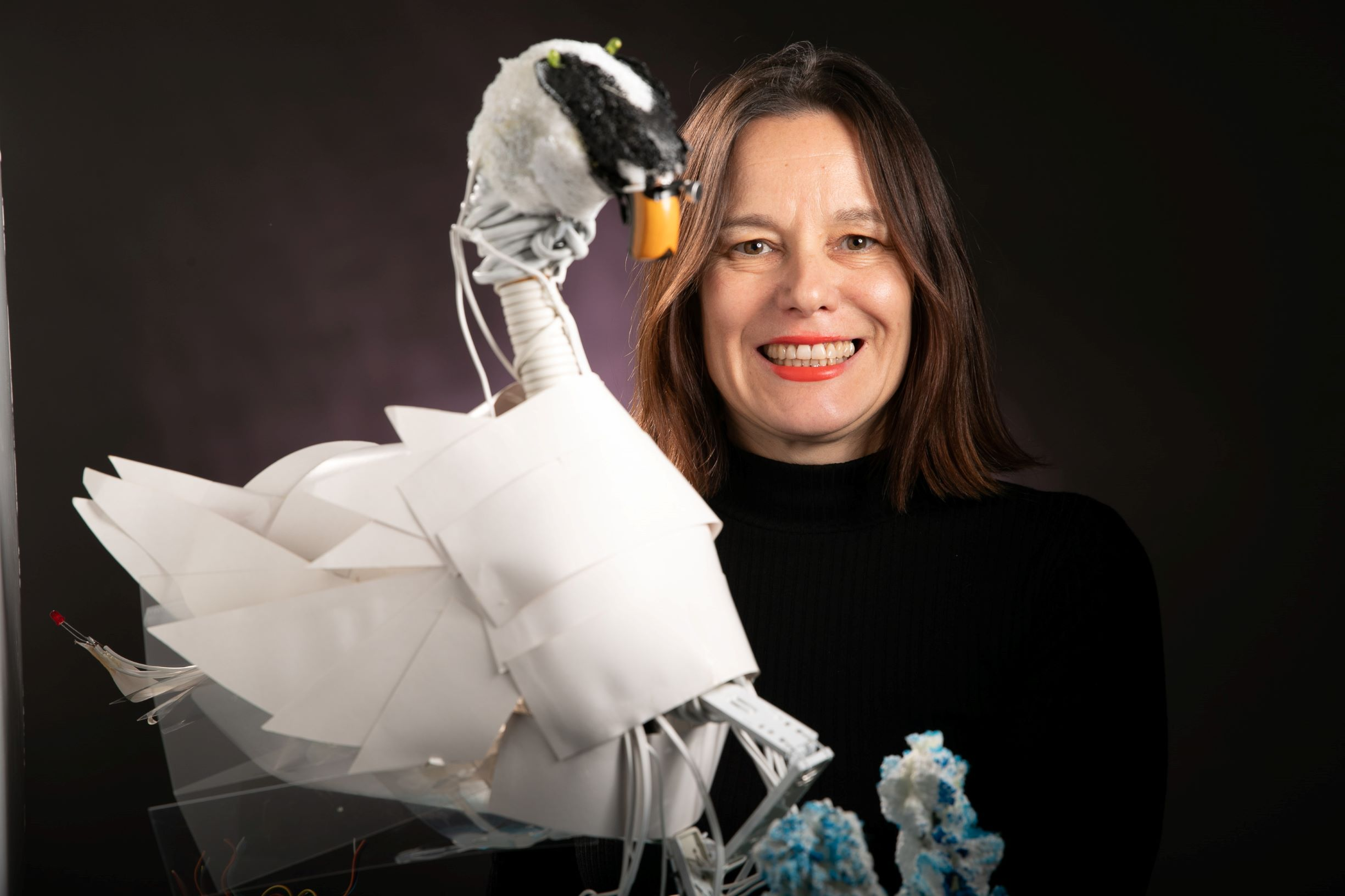
Letizia Jaccheri mit einem Roboter, der von Schülern während des NTNU-Programms für die 10. Klasse hergestellt wurde: The code Trail (2018)

 Maria Letizia Jaccheri (* 6. Juni 1965 in Pisa, Italien) ist eine italienisch-norwegische Informatikerin. Sie ist Professorin am Department of Computer Technology and Informatics der Technisch-Naturwissenschaftlichen Universität Norwegens und Professorin am Institut für Informatik der Universität Tromsø – Norwegens Arktische Universität.

## Leben und Werk
Jaccheri studierte Informatik mit einem Master-Abschluss 1988 an der Universität Pisa und promovierte 1995 in Softwareentwicklung am Politecnico di Torino. Nach ihrer Promotion forschte sie bis 1997 als wissenschaftliche Mitarbeiterin im Department of Control and Computer Engineering am Politecnico di Torino. Anschließend war sie an der NTNU zunächst als außerordentliche Professorin und ab 2002 als Professorin am Institut für Informatik und Informationswissenschaft (später Institut für Computertechnik und Informatik) an der NTNU tätig. Von 2013 bis 2017 war sie dort Abteilungsleiterin. Von 2007 bis 2009 war sie außerdem Professorin an der Universität Oslo und seit 2019 ist sie Professorin II am Institut für Informatik der Universität Tromsø – Norwegian Arctic  University.
Seit Januar 2020 ist sie im Vorstand von Informatics Europe und leitet die Women in Informatics Research and Education (WIRE) Working Group. Jaccheri ist seit 2012 norwegische Vertreterin und Vizepräsidentin von IFIP TC14 für Entertainment Computing. Sie hat mehr als 100 Artikel in internationalen Konferenzen und Zeitschriften veröffentlicht.

## Auszeichnungen
- 2006: Mediatorin des Jahres an der Fakultät für Informatik, Mathematik und Elektrotechnik der NTNU
- 2018: ACM Distinguished Speaker (Association for Computing Machinery)
- 2021: Oda Awards Woman[1][2][3]

## Mitgliedschaften
- Association for Computing Machinery (ACM)
- 2017: Senior Member des Institute of Electrical and Electronics Engineers

## Veröffentlichungen (Auswahl)
- Kjærlighet og computer. Tapir akademisk forlag, 2006, ISBN 978-82-519-2034-6.[4][5]
- mit Javier Gomez, Sindre B. Skaraas: Tappetina: An Ecosystem of Art, Software, and Research. In: Clua E., Roque L., Lugmayr A., Tuomi P. (eds) Entertainment Computing – ICEC 2018. ICEC 2018. Lecture Notes in Computer Science, vol 11112. Springer, Cham., ISBN 978-3-319-99425-3.
- mit Vebjørn Berg, Jørgen Birkeland, Anh Nguyen Duc, Ilias,  Pappas: Achieving agility and quality in product development -an empirical study of hardware startups. Journal of Systems and Software. vol. 167, 2020.
- Gian Pietro Picco, Patricia Lago: Eliciting software process models with the E3 language. ACM Transactions on Software Engineering and Methodology. vol. 8 (4), 1998.